# Simon Moore
Simon William Moore (Sandown, Isla de Wight, Inglaterra, Reino Unido, 19 de mayo de 1990) es un futbolista inglés. Juega de portero y su equipo es el Sunderland A. F. C. de la Premier League de Inglaterra.

## Selección nacional
Moore jugó por la Isla de Wight en los Juegos de las Islas de 2009.

## Clubes
| Club                              | País       | Año       |
| --------------------------------- | ---------- | --------- |
| Brading Town F. C.                | Inglaterra | 2004-2008 |
| Farnborough F. C.                 | Inglaterra | 2008-2009 |
| Brentford F. C.                   | Inglaterra | 2009-2013 |
| Basingstoke Town F. C. (préstamo) | Inglaterra | 2010-2011 |
| Cardiff City F. C.                | Gales      | 2013-2016 |
| Bristol City F. C. (préstamo)     | Inglaterra | 2014      |
| Sheffield United F. C.            | Inglaterra | 2016-2021 |
| Coventry City F. C.               | Inglaterra | 2021-2024 |
| Sunderland A. F. C.               | Inglaterra | 2024-     |